# Michał Gabiński
Michał Jakub Gabiński (Stalowa Wola, 11 febbraio 1987) è un cestista polacco.

## Palmarès
- Campionato polacco: 1

Śląsk Breslavia: 2021-2022
- Coppa di Polonia: 1

Śląsk Breslavia: 2014